# Lettres de Paul et de Sénèque

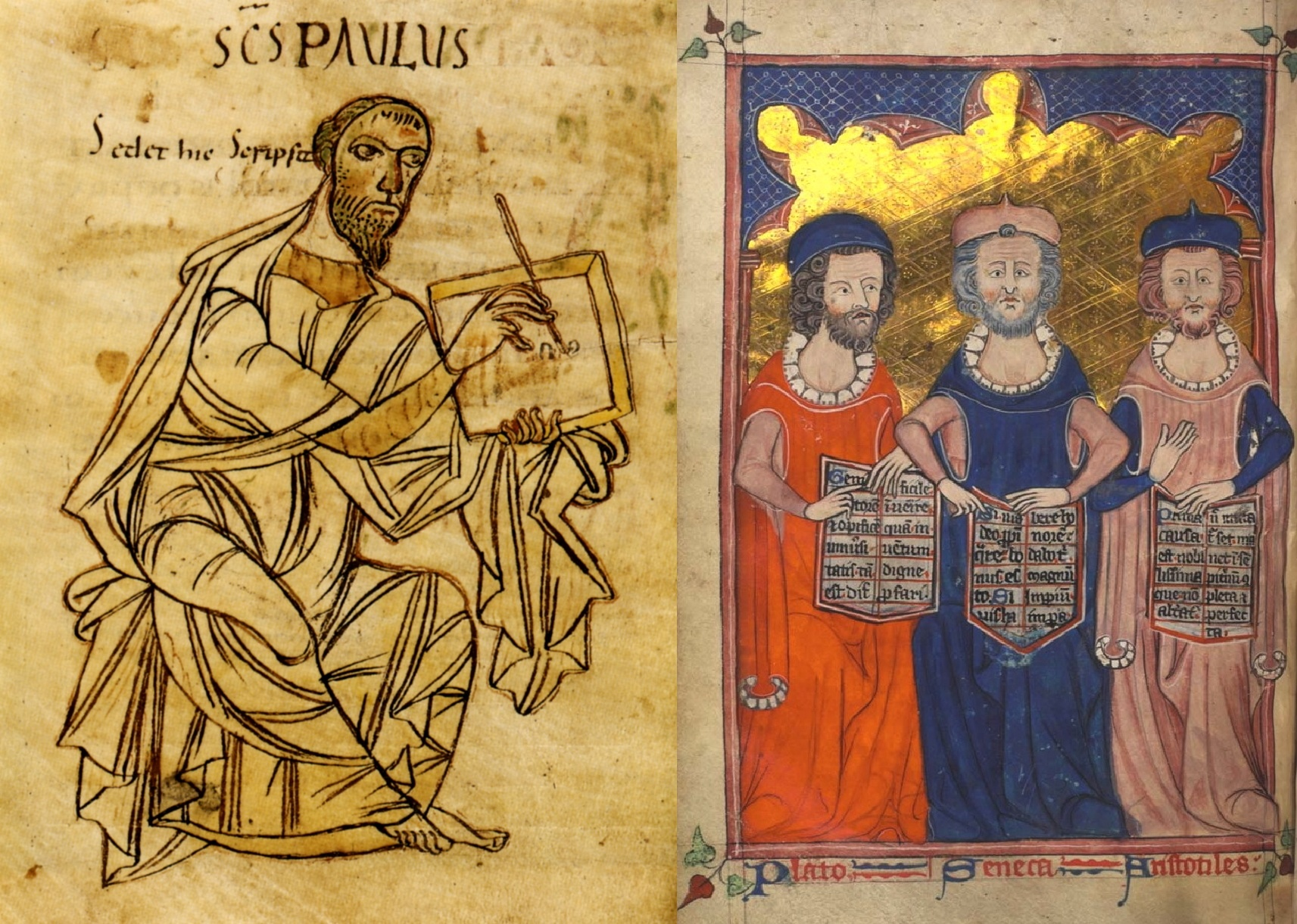
A gauche, l'Apôtre Paul écrivant, début du IXe siècle (manuscrit du monastère de Saint-Gall). A droite, Platon, Sénèque et Aristote dans une enluminure médiévale

Les lettres de Paul et de Sénèque sont un écrit apocryphe paléochrétien. Quatorze lettres sont parvenues jusqu'à nous,  huit de Sénèque à Paul et six de Paul à Sénèque. Leur authenticité est contestée et elles font l'objet d'études par les historiens et les théologiens.

## Authenticité
Il s'agit d'une fausse correspondance selon Bart D. Ehrman, inventée au IVe siècle par des chrétiens visant à montrer que l'apôtre était connu du philosophe Sénèque le Jeune, et que ce dernier appréciait les idées développées par Paul.
L'écrivain Joël Schmidt, auteur d'un ouvrage sur la relation hypothétique entre Sénèque et Paul, pense que les deux hommes ont pu être amis et que la correspondance n'est pas nécessairement fausse. Pour lui, le débat reste ouvert. Schmidt reproduit l'intégralité des lettres dans son livre et les commente.
Jean-Barthélemy Hauréau indique que l'auteur de ces lettres a également composé un autre ouvrage attribué à tort à Sénèque, De copia verborum, qui fut remanié comme De quator virtutibus.
Parmi les Pères de l'Église, Jérôme de Stridon et Augustin d'Hippone notamment les tiennent pour authentiques. Jérôme écrit, en parlant de Sénèque : « Je me garderais de le ranger au nombre des saints, si je n'y étais provoqué par ces lettres, qu'on lit tant aujourd'hui, de Paul à Sénèque et de Sénèque à Paul ».
Ces lettres n'ont nullement pour objectif de soutenir un point de vue théologique particulier. Tertullien considère également que Sénèque est proche du christianisme.
Selon l'historien et philologue Lucien Jerphagnon, la pseudo-correspondance prêtée entre Saint Paul et Sénèque est d'une « nullité polie » et incontestablement fausse.

## Diffusion
Les théologiens Irena Backus et Rémi Gounelle affirment que la correspondance a « probablement » vu le jour entre 325 et 392, soit plus de deux siècles après la mort de Sénèque (65) et de Paul (~68). Ils ajoutent que la correspondance a eu une « large diffusion en Occident » depuis l'édition d'Alcuin, conseiller de Charlemagne, au VIIIe siècle.

## Contexte
Dans les Actes des Apôtres (17:15-34), saint Paul est moqué par les philosophes lorsqu'il prêche à Athènes, y compris les stoïciens, à l'exception de Denys l'Aréopagite et de quelques autres. Il est écrit : « Quand ils entendirent parler de résurrection des morts, les uns se moquaient, et les autres déclarèrent : « Là-dessus nous t'écouterons une autre fois. » (Ac 17:32) ». Il y a une incompréhension entre le christianisme et la philosophie grecque d'obédience païenne. Pourtant, Paul maîtrise la culture grecque et se sert des idées philosophiques pour prêcher, soutient l'écrivain Joël Schmidt.
Sénèque appartient à l'école stoïcienne et il est contemporain du premier christianisme au Ier siècle. Il n'y a pas de preuve directe qu'il ait connu personnellement Paul. Cependant, Paul a été acquitté lors d'un procès par le proconsul Gallion, procès intenté par les Juifs qui lui reprochent de semer le trouble par sa prédication, comme le rapportent les Actes des Apôtres (18:12-17). Or Gallion est le frère aîné de Sénèque, et ils ont pu échanger à ce propos.

## Édition bilingue
- Sénèque et saint Paul, Lettres, trad. Paul Aizpurua, Paris, Gallimard, « Le Promeneur », 2000.